# Fuente la Reina
Fuente la Reina település Spanyolországban, Castellón tartományban. Fuente la Reina Caudiel, Montán, Montanejos, Puebla de Arenoso és Villanueva de Viver községekkel határos. Lakosainak száma 59 fő (2024).

## Népesség
A település népessége az elmúlt években az alábbi módon változott:
| Lakosok száma | 33   | 35   | 44   | 56   | 64   | 54   | 46   | 52   | 49   | 59   |
|               | 2001 | 2004 | 2006 | 2009 | 2011 | 2014 | 2016 | 2019 | 2021 | 2024 |